# Tamar Giladi
Tamar Giladi (en  hébreu: תמר גלעדי) est une chanteuse israélienne. Elle est mariée au chanteur-compositeur Ariel Horowitz.

## Discographie
Tamar Giladi a publié 4 albums à ce jour:
- Haahava Meta (2000)
- Gan H'orfi (2003)
- Soug shel varod (2008)
- Blues leNaomi (2011), dédié à la mère de son époux, la chanteuse Naomi Shemer, et dans lequel elle reprend de nombreux titre de Naomi Shemer, sur un air de blues